# Onthophagus subcornutus
Onthophagus subcornutus är en skalbaggsart som beskrevs av Antoine Boucomont 1914. Onthophagus subcornutus ingår i släktet Onthophagus och familjen bladhorningar. Inga underarter finns listade i Catalogue of Life.